# 印度脚骨脆
印度脚骨脆（学名：Casearia kurzii）为大风子科脚骨脆属下的一个种。

## 扩展阅读
- 維基物種上的相關：印度脚骨脆